# George Alexandru
George Alexandru (n. 21 noiembrie 1957, București, România – d. 1 ianuarie 2016, București, România) a fost un actor român de teatru și film.
A absolvit Institutul de Artă Tratrală și cinematografică „I. L. Caragiale”, specializarea actorie, la clasa profesorilor Amza Pellea și Dan Micu (în primul an) și Gelu Colceag și Ion Cojar.
A debutat în 1982 pe o scenă profesionistă bucureșteană, la Teatrul Foarte Mic, în piesa „Nu pot să dorm”, de Ion Brad, regizor Cristian Hadji-Culea.

## Filmografie
- Ecaterina Teodoroiu (1978)
- Ultima noapte de dragoste (1980)
- Dreptate în lanțuri (1984)
- Masca de argint (1985)
- Noi, cei din linia întîi (1986) - lt. Horia Lazăr
- Figuranții (1987)
- François Villon – Poetul vagabond (1987)
- Rezervă la start (1988) - Simion
- Mircea (1989)
- Cenușa păsării din vis (1989)
- Drumeț în calea lupilor (1990)
- Coroana de foc (1990)
- Escu (1990) - film TV
- Rămînerea (1991)
- Drumul câinilor (1991)
- Cezara (1991)
- Cum vă place? (1992) - film TV
- Înnebunesc și-mi pare rău (1992)
- Balanța (1992) - Securist
- Chira Chiralina (1993)
- E pericoloso sporgersi (1993) - Dinu Staroste
- Vulpe - vânător (1993)
- Polul Sud (1993)
- Începutul adevărului (Oglinda) (1994)
- Huntress: Spirit of the Night (1995) - străinul din tren
- Punctul zero (1996)
- Asfalt Tango (1996)
- Omul zilei (1997)
- Frumoșii nebuni ai marilor orașe (film TV, 1997)
- Zăpada mieilor (1998, scurtmetraj)
- Triunghiul morții (1999)
- Faimosul paparazzo (1999)
- Poveste imorală (2000) - Victor Săraru
- În fiecare zi Dumnezeu ne sărută pe gură regia Sinișa Dragin (2001)
- Dulcea saună a morții (2003) - Mustețea
- Milionari de weekend (2004) - Merțanu'
- Sindromul Timișoara - Manipularea (2004)
- Băieți buni (serial TV, 2005) - Igor
- Un espresso (2005) - Asasinul
- Happy End (2006) - tatăl Danei
- Vocea Inimii (2006) - Fane
- La urgență (serial TV, 2006) - Moș Crăciun
- Cu un pas înainte (serial TV, 2008) - Nelu Coadă
- Supraviețuitorul (2008) - Uri
- Nunta mută (2008)
- Casanova, identitate feminină (2008)
- Îngerașii (2008) - Romeo Ursu
- State de România (2009) - Tase
- Pariu cu viața (2012) - Tatăl Monicăi
- Trei zile până la Crăciun (2012)
- Îngeri pierduți (2013) - Dumitru
- Deschide ochii (2015) - comisarul Mitroi